# René de Obaldia

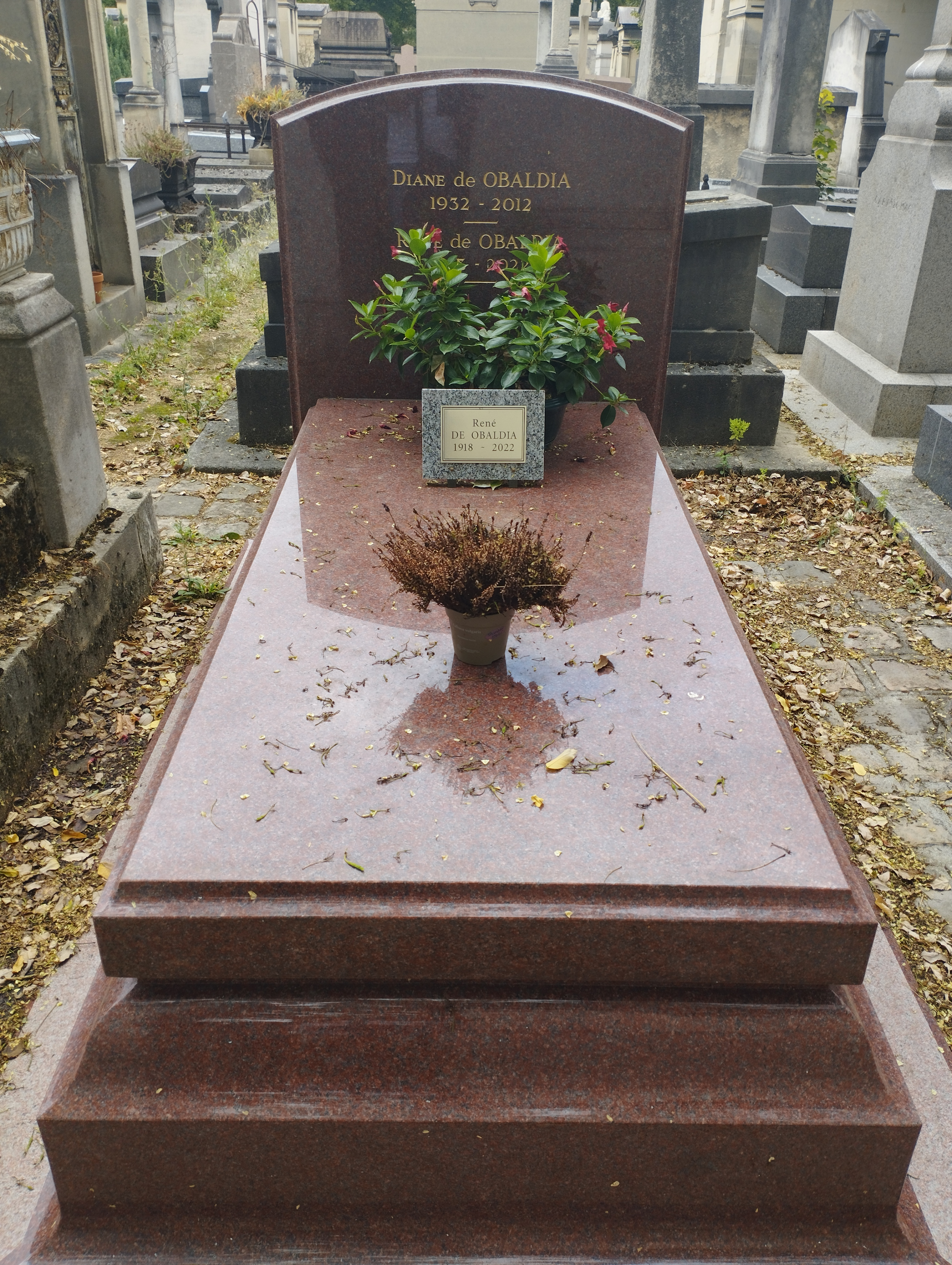
Sírja a párizsi Montparnasse temetőben

René de Obaldia (Hongkong, 1918. október 22. – Párizs, 2022. január 27.) francia drámaíró és költő, akit 1999. június 24-én beválasztottak a Francia Akadémiába, amelynek 101, 102 és 103 évesen legidősebb tagja volt.

## Élete
José Domingo de Obaldíának, Panama második elnökének dédunokája volt. Párizsban nőtt fel, a Lycée Condorcet-ban tanult, mielőtt az 1940-es mozgósítás alatt besorozták volna katonának. Német fogságba esett, és a VIII-C Stalagba (Saganban működő fogolytábor) került. Ezután könnyebb munkára küldték Kransdyhernfurtba június 26-án, majd a sziléziai Aurasban, egy erdő kiirtására vezényelték. E megpróbáltatások legrosszabb pillanataiban is megőrizte különleges humorérzékét. 1944-ben repatriálták.
Drámaírói pályafutását 1960-ban kezdte, köszönhetően Jacques Vilarnak, aki első nagy darabját, a Génousie-t bemutatta a Théâtre national populaire-ben. Ezt követte a Le Satyre de la Villette, André Barsacq-kal a Théâtre de l'Atelier-ben, egy vígjáték, amely irodalmi elődeihez, Jacques Audibertihez, Ionescóhoz és Becketthez méltónak sorolta. Több mint ötven éven keresztül ő volt a földkerekség egyik legtermékenyebb francia, valamint nemzetközileg leghíresebb drámaírója (28 nyelvre fordították le műveit).
A kritikusok csodálták Obaldia stílusának könnyedségét. Drámái mindig a jelenkor keretei között játszódnak, modern témákat érintenek, ezeket komikusan kezelve. A La Génousie-ban például a normál francia beszédet a genousianra cseréli, amely a fantázia, az álmok és a szerelem nyelve.
1985-ben elnyerte a Grand Prix du Théâtre de l'Académie Française díjat.
De Obaldia 2022. január 27-én hunyt el Párizsban, 103 évesen.

## Bibliográfia
- 1949  Midi, poème
- 1952  Les Richesses naturelles, récits-éclairs  (Grasset)
- 1955  Tamerlan des cœurs, roman  (Grasset)
- 1956  Fugue à Waterloo, récit  (Grasset)
- 1956  Le Graf Zeppelin ou La passion d’Émile, récit
- 1959  Le Centenaire, roman  (Grasset)
- 1960  Génousie (T.N.P.)  (Grasset)
- 1961  Impromptus à loisir (Théâtre de Poche Montparnasse)  (Grasset)
- 1962  Le Damné (Prix Italia)  (Grasset)
- 1963  Le Satyre de la Villette (Théâtre de l'Atelier)  (Grasset)
- 1964  Les larmes de l’aveugle  (Grasset)
- 1964  Le Général inconnu (Théâtre de Lutèce)  (Grasset)
- 1965  Du vent dans les branches de sassafras (Théâtre Gramont)  (Grasset)
- 1965  Le Cosmonaute agricole (Biennale de Paris)  (Grasset)
- 1966  L’Air du large (Studio des Champs-Élysées)  (Grasset)
- 1966  Obaldia, «Humour secret », choix de textes. Préface by Jean-Louis Bory
- 1967  Urbi et orbi
- 1968  La Rue Obaldia (Théâtre de la Gaîté Montparnasse)
- 1968  … Et la fin était le bang (Théâtre des Célestins à Lyon)
- 1969  Les Innocentines, poèmes pour enfants et quelques adultes  (Grasset)
- 1971  La Baby-sitter (théâtre de l’Œuvre)  (Grasset)
- 1971  Deux femmes pour un fantôme (théâtre de l’Œuvre)  (Grasset)
- 1971  Le Banquet des méduses  (Grasset)
- 1972  Petite suite poétique résolument optimiste (Comédie-Française)
- 1973  Underground établissement : Le Damné et Classe Terminale (Théâtre Saint-Roch, Chapelle du Calvaire)
- 1975  Monsieur Klebs et Rosalie (Théâtre de l’Œuvre)  (Grasset)
- 1977  Spectacle Obaldia : Le Grand Vizir et Le Cosmonaute agricole (Théâtre du Marais)
- 1977  Grasse matinée  (Grasset)
- 1979  Le Banquet des méduses (Théâtre Montansier, Versailles)
- 1980  Soirée René de Obaldia (Centre Georges Pompidou)
- 1980  L’obscur procès de Monsieur Ménard
- 1980  Les Bons Bourgeois (Théâtre Hébertot)  (Grasset)
- 1981  Visages d’Obaldia (T.F.1)
- 1984  La Jument du capitaine  (Le Cherche-Midi)
- 1986  Endives et miséricorde (Théâtre Mouffetard)
- 1991  Grasse matinée (Théâtre du Marais)
- 1991  Les Larmes de l’aveugle, Richesses naturelles (Théâtre Espace Acteur)
- 1993  Les Innocentines (Théâtre 14)  (Grasset)
- 1993  Exobiographie, mémoires  (Grasset)
- 1996  Sur le ventre des veuves, recueil de poèmes
- 1996  Soirée Obaldia - Théâtre Molière
- 1999  Obaldiableries : Rappening, Pour ses beaux yeux, Entre chienne et loup (Théâtre 14)
- 2001  Théâtre complet. Réunion en un seul volume des pièces précitées.  (Grasset)

## Fordítás
- Ez a szócikk részben vagy egészben  a   René de Obaldia című angol Wikipédia-szócikk ezen változatának fordításán alapul.  Az eredeti cikk szerkesztőit annak laptörténete sorolja fel. Ez a jelzés csupán a megfogalmazás eredetét és a szerzői jogokat jelzi, nem szolgál a cikkben szereplő információk forrásmegjelöléseként.